# アビシェーク・バッチャン
アビシェーク・バッチャン（Abhishek Bachchan, अभिषेक बच्चन, 1976年2月5日 - ）は、インド・マハーラーシュトラ州出身の映画俳優。

## 略歴
ムンバイー生まれ。2000年に "Refugee" でデビューし、フィルムフェア最優秀新人男優賞にノミネートされる。"Yuva"（2004年）、"Sarkar"（2005年）、"Kabhi Alvida Naa Kehna"（2006年）では、フィルムフェア最優秀助演男優賞を受賞。実父は、俳優・映画監督であるとともに国会議員経験もあるインド映画界（ボリウッド）の大物、アミターブ・バッチャンである。
インドの女優であるアイシュワリヤー・ラーイとは2006年頃より交際が噂されていたが、2007年1月に婚約を発表、同年4月に結婚した。

## 主な出演作品
- Refugee (2000)
- Main Prem Ki Diwani Hoon (2003)
- レッド・マウンテン (2003)
- Yuva (2004)
- Dhoom (2004)
- Bunty Aur Babli (2005)
- Sarkar (2005)
- Kabhi Alvida Naa Kehna (2006)
- Umrao Jaan (2006)
- Dhoom 2 (2006)
- デリー6 (2009)
- チェイス! (2013)
- 茶番野郎 (2013)